# Інвертор (логічний вентиль)
Інве́ртор, вентиль НЕ (англ. NOT gate) — логічний вентиль, який реалізує логічне заперечення. Таблиця істинності такого елемента показана справа.

## Умовні позначення
Існує два основних умовних графічних позначень вентиля НЕ на принципових схемах, описані в стандартах IEC 60617-12:1997 і ANSI 91-1984. Стандарт DIN 40700 застарів, але описані в ньому символи досі зустрічаються у схемах. Позначення логічних вентилів згідно ДСТУ ГОСТ 2.743-91 «Позначення умовні графічні в схемах. Елементи цифрової техніки» (частина ЄСКД) мають незначні відмінності від стандарту IEC 60617-12.
| IEC 60617-12:1997 | ANSI 91-1984 | DIN 40700 (до 1976) |
| ----------------- | ------------ | ------------------- |
|                   |              |                     |

## Схемотехнічна реалізація
Інверторна схема видає на виході напругу, що дорівнює протилежному логічному рівню на вході. Інвертори можуть бути побудовані з використанням одного NMOS або одного PMOS транзистора з резистором.

Інвертор на N-МОН (NMOS) логіці
Інвертор на PMOS
Static CMOS inverter
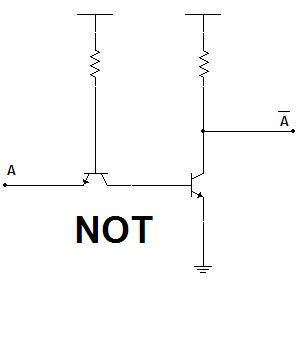
Інвертор на транзисторно-транзисторній логіці (ТТЛ)
Depletion-load NMOS logic NAND
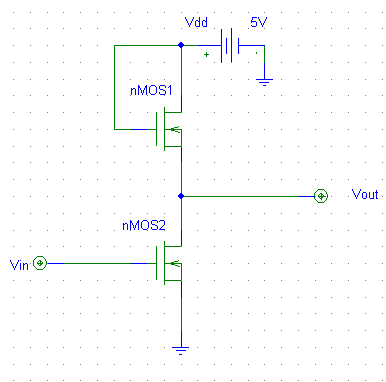
Saturated-load NMOS inverter
Інвертор на резисторно-транзисторній логіці (РТЛ)

## Реалізація у базисах І-НЕ та АБО-НЕ
Логічий елемент НЕ можна реалізувати в «універсальних» логічних базисах І-НЕ та АБО-НЕ:
| І-НЕ | АБО-НЕ |
| ---- | ------ |
|      |        |